# Erechtites
Erechtites (Erechtites Raf.) – rodzaj roślin z rodziny astrowatych (Asteraceae). Obejmuje 7 gatunków. Zasięg rodzaju obejmuje Amerykę Północną i Południową, na północy sięgając do wschodniej Kanady, a na południu do północnego Chile i Argentyny. Dwa gatunki rozprzestrzenione są jako introdukowane na innych kontynentach (w Europie, Azji, Australii i Oceanii) – E. hieraciifolius i E. valerianifolius. W Polsce występuje jako zadomowiony antropofit erechtites jastrzębcowaty E. hieracifolia.

## Morfologia
PokrójRośliny zielne (roczne i wieloletnie) o pędach prosto wzniesionych osiągających od 20 do 200 cm wysokości, nagich lub owłosionych, często o silnym, ostrym zapachu.
LiścieSkrętoległe, dolne skupione w rozetę przyziemną. Ogonkowe lub siedzące, o blaszce jajowatej lub lancetowatej, czasem pierzasto klapowanej lub wcinanej, całobrzegiej lub ząbkowanej.
KwiatyZebrane w koszyczki, a te w baldachogroniaste kwiatostany złożone. Okrywy od 2 do kilkunastu mm średnicy, są urnowate, walcowate lub stożkowate. Listki okrywy wyrastają w jednym lub dwóch rzędach, są prosto wzniesione i u niektórych gatunków odgięte w czasie owocowania, mają kształt lancetowaty do równowąskiego, na końcach są zielone lub ciemniejsze, po bokach nieco błoniastołuskowate. Dno kwiatostanowe jest płaskie lub wypukłe i gładkie. Kwiatów języczkowych brak. Na skraju koszyczka w 1–3 rzędach wyrastają kwiaty zwykle słupkowe (żeńskie) z koroną w górze lejkowatą, białawą lub jasnożółtą. W środkowej części koszyczka rozwijają się kwiaty obupłciowe, czasem też funkcjonalnie tylko pręcikowe (męskie). Ich korona także jest w górze lejkowata, w dole rurkowata, biaława do żółtawej, rzadko różowa.
OwoceNiełupki barwy słomiastej, brązowej lub purpurowej, 5-kanciaste lub 5-żebrowe, jajowate lub stożkowate, nagie lub owłosione. Puch kielichowy w postaci 60–120 białych, rzadko czerwonawych, pędzelkowato skupionych włosków, zwykle szybko odpadających.

## Systematyka
Pozycja systematyczna
Rodzaj z rodziny astrowatych Asteraceae, z podrodziny Asteroideae, plemienia Senecioneae i podplemienia Senecioninae.
Wykaz gatunków
- Erechtites goyazensis (Gardner) Cabrera
- Erechtites hieraciifolius (L.) Raf. ex DC. – erechtites jastrzębcowaty
- Erechtites ignobilis Baker
- Erechtites leptanthus (Phil.) Cabrera
- Erechtites missionum Malme
- Erechtites runcinatus DC.
- Erechtites valerianifolius (Link ex Spreng.) DC.

NomenklaturaNazwa rodzajowa uznawana była tradycyjnie za żeńską i nazwy gatunkowe miały dawniej końcówki żeńskie (np. Erechtites hieraciifolia – nazwa stosowana w polskiej liście roślin naczyniowych wydanej jeszcze w 2020). Ponieważ zgodnie z artykułem 62.4 międzynarodowego kodeksu nomenklatury botanicznej nazwy rodzajowe z końcówką „-ites” powinny być traktowane jako męskie – końcówki rodzajowe w nazwach gatunkowych zostały odpowiednio zmienione.